# نیاگاو
نیاگاو یا اروخص (به انگلیسی: aurochs) (نام علمی: Bos primigenius) نام یک گونه از زیرخانواده گاویان است. این حیوان جد گاو اهلی بود و در اروپا، آسیا و شمال آفریقا زندگی می‌کرد. آخرین گزارش از مشاهده نیاگاو در سال ۱۶۲۷ در لهستان اتفاق افتاد.
این گاو وحشی جثه بسیار بزرگتری از گاوهای اهلی امروزین داشت و اهلی شدن آن‌ها حدود هزاره ششم پیش از میلاد در ایران، شمال سوریه، شمال بین النهرین و قفقاز جنوبی اتفاق افتاد. شواهدی وجود دارد که آن‌ها به طور جداگانه در هند و شمال آفریقا هم اهلی شدند.
بوم‌شناسان در تلاشند تا نژاد منقرض شده‌ی نیاگاو را احیا کنند.
اجداد ما نقش این گاو وحشی را بر دیواره‌ی غارها حک کرده‌اند. این گاوهای اولیه عظیم الجثه بودند و شاخ‌های بسیار خطرناکی داشتند که شکارچیان را وحشت‌زده می‌کرد.
نیاگاو یک حیوان وحشی، خصمانه و بزرگ است. اندازه آن بیش از اندازه گاو اهلی است. ارتفاع آن حدود 1.75 متر، وزن آن حدود 1000 کیلوگرم و طول آن بین 1.7 و 1.9 متر است.